# Tyršův sad (Brno-Veveří)
Tyršův sad je veřejný park v Brně, ve čtvrti Veveří. Nachází se mezi ulicemi Botanickou, Smetanovou, Kounicovou a Sokolskou, jeho rozloha činí 1,7 ha. Je spravován městskou příspěvkovou organizací Veřejná zeleň města Brna. Park je chráněn jako kulturní památka České republiky.

## Historie

### Hřbitov
V roce 1785 byl v místech dnešního Tyršova parku, severně od tehdejšího Brna, zřízen městský hřbitov, který byl prvním brněnským hřbitovem založeným mimo vlastní město po zákazu Josefa II. pohřbívat mrtvé v intravilánu obcí. Celkem čtyřikrát byl rozšířen, při svém největším rozsahu zabíral území mezi dnešními ulicemi Antonínskou a Sušilovou. Od poloviny 19. století však bylo uvažováno o založení nového hřbitova, k čemuž došlo v roce 1883, kdy byl zprovozněn Ústřední hřbitov jižně od Brna, kam byly postupně přeneseny významné osobnosti. Poslední pohřeb na městském hřbitově se konal 30. října 1883.

### Park
Od konce 19. století bylo území původního městského hřbitova zastavováno. Zachován byl prostor u křižovatek dnešních ulic Botanické a Smetanovy, který byl mezi lety 1908 a 1912 parkově upraven. Za první republiky získal park název Tyršův sad, který odkazuje na sousední sokolský areál v Kounicově ulici, resp. zakladatele Sokola Miroslava Tyrše. V parku zůstal centrální litinový kříž z roku 1847 a v roce 1969 zde byl realizován pomník francouzského generála Jean-Marie Valhuberta, který byl smrtelně zraněn v bitvě u Slavkova v roce 1805 a který byl na městském hřbitově pohřben.
Ještě před vznikem parku zde byla zřízena malá školní botanická zahrada (zrušena 1922 po zřízení botanické zahrady v nedalekém areálu Přírodovědecké fakulty Masarykovy univerzity), v roce 1937 začala v Tyršově sadu fungovat malá zoo (zrušena 1947).
Park byl v 90. letech 20. století zrekonstruován podle projektu architekta Ivara Otruby, úpravy byly dokončeny v roce 2000.
Od roku 2008 zde sídlí městská příspěvková organizace Veřejná zeleň města Brna, která Tyršův sad společně s dalšími městskými parky spravuje.